# Raimundo Nonato Cardoso
Raimundo Nonato Cardoso (Viçosa, 20 de março de 1948) é um político brasileiro. Foi o prefeito de Viçosa, em Minas Gerais, eleito para o mandato de 2021-2025.

## Biografia
Nasceu em Viçosa, em Minas Gerais, filho de Benjamin José Cardoso e Tereza do Nascimento de Jesus. Começou a trabalhar ainda na adolescência, contribuindo no sustento da família na roça, e mais tarde, ingressou como servidor público federal na Universidade Federal de Viçosa.
Iniciou sua carreira política como vereador de Viçosa, em 1988, ocupando a função por três mandatos, e chegou a ser presidente da Câmara. Em 2004, foi eleito como prefeito da cidade de Viçosa, obtendo 17.380 votos, em 2008, ele foi reeleito como prefeito com 16.841 votos.
Em 27 de maio de 2010, teve seu mandato como prefeito cassado por acusação de ter recebido a quantia de 2 mil reais para campanha e não ter declarado à justiça eleitoral.
Em 2020, Raimundo foi reeleito para o seu terceiro mandato como prefeito da cidade de Viçosa, obtendo 13.436 votos.

## Eleições 2004
Os dados das eleições de 2004 em que Raimundo foi um candidato são:[carece de fontes?]
| Candidato               | Partido | Coligação                                                                 | Votos  |
| ----------------------- | ------- | ------------------------------------------------------------------------- | ------ |
| Raimundo Nonato Cardoso | PSDC    | Viçosa Requer Mudança (PSDC / PTN)                                        | 17.380 |
| Tilu                    | PDT     | Pra Frente Viçosa (PDT / PMDB / PSC / PL / PPS / PTC / PV / PSDB / PCdoB) | 12.678 |
| Maria Emília            | PFL     | O Melhor para Viçosa (PP / PTB / PFL / PAN / PMN)                         | 4392   |
| Rafael                  | PT      | Pra Viçosa Melhorar (PT / PSB)                                            | 2.978  |
| Cleverson Santanna      | PSTU    | PSTU                                                                      | 355    |

## Eleições 2008
Os dados das eleições de 2008 em que Raimundo foi um candidato são:[carece de fontes?]
| Candidato               | Partido | Votos  | Porcentagem |
| ----------------------- | ------- | ------ | ----------- |
| Raimundo Nonato Cardoso | PSDC    | 16.841 | 42,91%      |
| Celito Sari             | PR      | 16.546 | 42,16%      |
| Sérgio Pinheiro         | PSB     | 5.570  | 14,19%      |
| César de Melo           | PTC     | 288    | 0,73%       |